# Nine Below Zero
Nine Below Zero ist eine britische Bluesband, die 1977 gegründet wurde und die bis heute eine treue Anhängerschaft hinter sich hat.

## Karriere
Die Band wurde 1977 in Südlondon vom Gitarristen Dennis Greaves unter dem Namen Stan’s Blues Band gegründet und baute sich eine treue Anhängerschaft in der Londoner Klubszene auf. 1979 nahmen sie das Angebot des ehemaligen Musikers Mickey Modern an, sie zu managen. Dieser schlug ihnen auch vor, ihren Namen zu ändern, und sie einigten sich auf Nine Below Zero nach dem gleichnamigen Song des Blues-Musikers Sonny Boy Williamson II. 1980 veröffentlichten sie die EP Pack Fair and Square und ihr erstes Album Live at the Marquee („[…] ein beeindruckendes Blues-Rock Set, das die Energie der frühen Rolling-Stones-Auftritte wieder in Erinnerung ruft.“). 1981 traten Nine Below Zero, nachdem sie ihr erstes Studioalbum aufgenommen hatten, als Vorgruppe für The Who und The Kinks auf. 1983 löste sich die Band auf, nachdem Dennis Greaves eine Band namens The Truth gegründet hatte; vorher nahmen sie noch ihr drittes Album auf. Mark Feltham begann eine Karriere als Sessionmusiker unter anderen für Rory Gallagher, Oasis und Roger Chapman.
Im Jahr 1990 vereinigten sich Nine Below Zero wieder zu einem Jubiläumskonzert, das sehr erfolgreich war, und sie beschlossen, zusammenzubleiben. Brendan O’Neill und Gerry McAvoy ergänzten die beiden Gründungsmitglieder. 1992 verließ Feltham wegen musikalischer Differenzen die Band und wurde durch Alan Glen ersetzt. 1997 gründeten sie ihre eigene Plattenfirma Zed Records. 2001 kehrte Feltham wieder zurück. Seitdem touren sie regelmäßig und treten in ganz Europa auf.
2004 trat die Band beim Pistoia Blues Festival in Italien auf, womit für sie ein großer Wunsch in Erfüllung ging. Das Jahr 2009 verbrachten sie unter anderem mit Vorbereitungen für ein spezielles Jubiläumskonzert im Jahr 2010.

## Diskografie

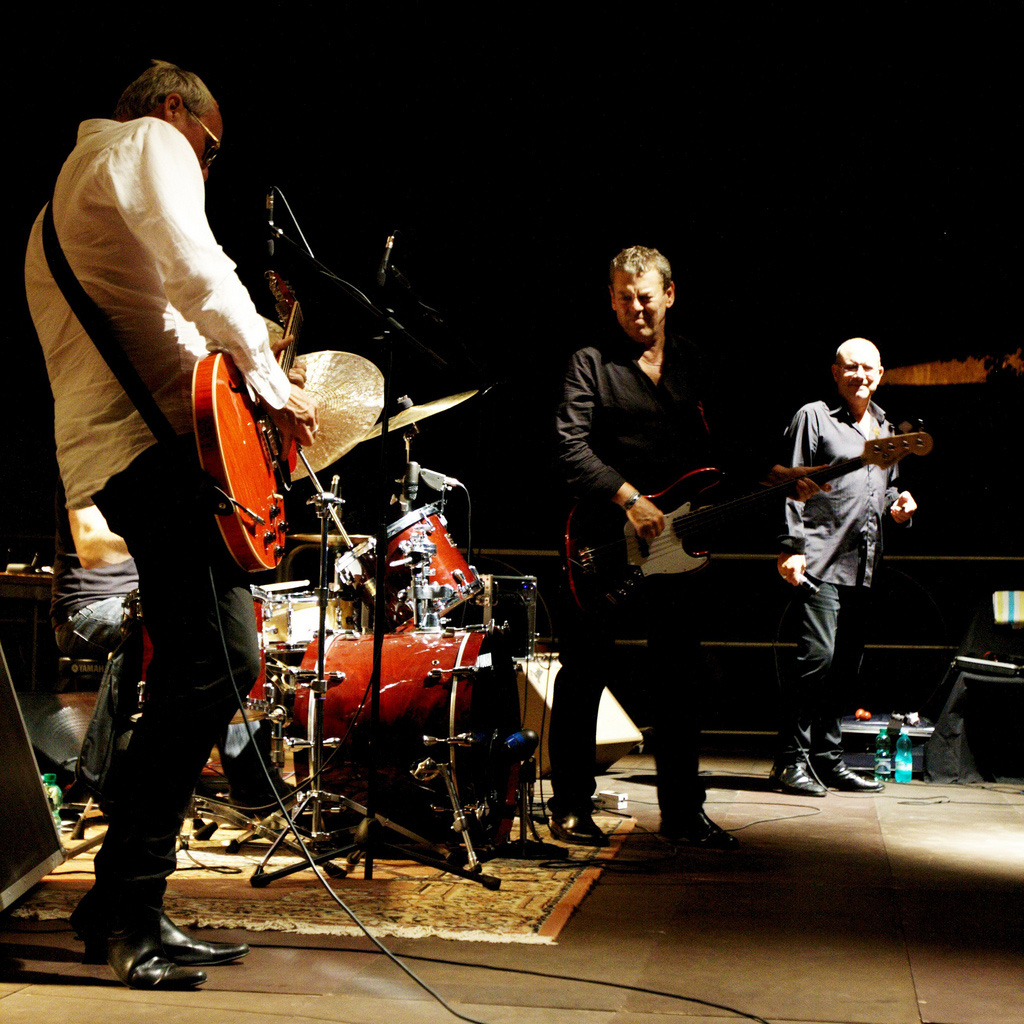
Nine Below Zero

### Alben
- 1980: Live at the Marquee
- 1981: Don’t Point Your Finger
- 1982: Third Degree
- 1989: Live at the Venue
- 1992: Off the Hook
- 1994: Hot Music for a Cold Night
- 1997:  Live in London
- 2000: Refrigerator
- 2000: Give Me No Lip Child
- 2002: Chilled
- 2005: Hat's Off
- 2008: Both Sides of Nine Below Zero
- 2009: It's Never Too Late![4]
- 2019: Avalanche
- 2024: DenMark

### DVD
- 2005: On the Road Again